# Сабіако (Арканзас)
Сабіако (англ. Subiaco) — місто (англ. town) в США, в окрузі Логан штату Арканзас. Населення — 401 особа (2020).

## Географія
Сабіако розташоване на висоті 145 метрів над рівнем моря за координатами 35°17′51″ пн. ш. 93°38′22″ зх. д. / 35.29750° пн. ш. 93.63944° зх. д. (35.297367, -93.639439).  За даними Бюро перепису населення США в 2010 році місто мало площу 4,80 км², з яких 4,76 км² — суходіл та 0,04 км² — водойми.

## Демографія
Згідно з переписом 2010 року, у місті мешкали 572 особи в 158 домогосподарствах у складі 119 родин. Густота населення становила 119 осіб/км².  Було 172 помешкання (36/км²). 
Расовий склад населення:
| - 86,7 % — білих - 7,9 % — азіатів - 3,5 % — чорних або афроамериканців - 0,9 % — корінних американців |

До двох чи більше рас належало 1,0 %. Іспаномовні складали 0,9 % від усіх жителів.
За віковим діапазоном населення розподілялося таким чином: 33,4 % — особи молодші 18 років, 55,1 % — особи у віці 18—64 років, 11,5 % — особи у віці 65 років та старші. Медіана віку мешканця становила 30,3 року. На 100 осіб жіночої статі у місті припадало 176,3 чоловіків;  на 100 жінок у віці від 18 років та старших — 138,1 чоловіків також старших 18 років.
Середній дохід на одне домашнє господарство  становив 54 453 долари США (медіана — 42 500), а середній дохід на одну сім'ю — 63 133 долари (медіана — 52 500). Медіана доходів становила 32 083 долари для чоловіків та 29 250 доларів для жінок. За межею бідності перебувало 27,0 % осіб, у тому числі 52,5 % дітей у віці до 18 років та 12,1 % осіб у віці 65 років та старших.
Цивільне працевлаштоване населення становило 210 осіб. Основні галузі зайнятості: освіта, охорона здоров'я та соціальна допомога — 40,5 %, виробництво — 20,5 %, транспорт — 9,5 %, роздрібна торгівля — 5,2 %.
За даними перепису населення 2000 року в Сабіако проживало 439 осіб, 115 сімей, налічувалося 147 домашніх господарств і 167 житлових будинків. Середня густота населення становила близько 91,5 осіб на один квадратний кілометр. Расовий склад Сабіако за даними перепису розподілився таким чином: 93,62 % білих, 3,64 % — чорних або афроамериканців, 0,46 % — корінних американців, 0,23 % — азіатів, 1,82 % — представників змішаних рас, 0,23 % — інших народів. іспаномовні склали 0,68 % від усіх жителів містечка.
З 147 домашніх господарств в 38,8 % — виховували дітей віком до 18 років, 63,9 % представляли собою подружні пари, які спільно проживали, в 9,5 % сімей жінки проживали без чоловіків, 21,1 % не мали сімей. 17,7 % від загального числа сімей на момент перепису жили самостійно, при цьому 10,9 % склали самотні літні люди у віці 65 років та старше. Середній розмір домашнього господарства склав 2,53 особи, а середній розмір родини — 2,86 особи.
Населення містечка за віковим діапазоном за даними перепису 2000 року розподілилося таким чином: 20,3 % — жителі молодше 18 років, 9,6 % — між 18 і 24 роками, 26,0 % — від 25 до 44 років, 26,0 % — від 45 до 64 років і 18,2 % — у віці 65 років та старше. Середній вік мешканця склав 40 років. На кожні 100 жінок в Сабіако припадало 122,8 чоловіків, у віці від 18 років та старше — 131,8 чоловіків також старше 18 років.
Середній дохід на одне домашнє господарство в містечкі склав 38 182 долара США, а середній дохід на одну сім'ю — 40 417 доларів. При цьому чоловіки мали середній дохід в 25 125 доларів США на рік проти 17 969 доларів середньорічного доходу у жінок. Дохід на душу населення в містечкі склав 14 012 доларів на рік. 6,0 % від усього числа сімей в населеному пункті і 17,7 % від усієї чисельності населення перебувало на момент перепису населення за межею бідності, при цьому 16,7 % з них були молодші 18 років і 36,0 % — у віці 65 років та старше.